# Yinitidae
A Yinitidae a háromkaréjú ősrákok (Trilobita) osztályának a Redlichiida rendjéhez, ezen belül a Redlichiina alrendjéhez tartozó család.

## Rendszerezés
A családba az alábbi nemek tartoznak:
- Drepanopyge
- Drepanuroides
- Hongjunshaoia
- Longduia
- Meitanella
- Paokannia
- Parapaokannia
- Parayinites
- Pseudopaokannia
- Qingkouia
- Yinites
- Yunnanaspidella
- Yunnanaspis